# Cláudia Abreu
Pour les articles homonymes, voir Abreu.
Cláudia Abreu Fonseca, née le 12 octobre 1970 à Rio de Janeiro, est une actrice brésilienne.

## Filmographie

### Au cinéma
- 1996 : Tieta do Agreste: Leonora
- 1997 : Quatre jours en septembre
- 2014 : Rio, I Love You (Rio, Eu Te Amo), film à sketches brésilien, segments de transition de Vicente Amorim